# Maryland
Maryland er en amerikansk delstat. Delstatens hovedstad er Annapolis, mens Baltimore er den største by. Delstaten har omkring 6.177.224(2020) indbyggere. Der er 244 indbyggere (2020) per km2 landareal. Danmark har 131 indbyggere per km2 landareal.
Maryland blev optaget som USA's 7. delstat 28. april 1788. Efter landareal ligger delstaten på en plads som nummer 42 (eller den 9. mindste) med et areal omtrent som Jylland op til Limfjorden.

## Historie
Delstaten har fået sit navn efter kong Karl 1. af Englands dronning, Henriette Marie. Nogle landområder rundt om Chesapeake Bay blev i 1632 givet til Cæcilius Calvert, 2. Baron Baltimore (1605-75), af den engelske konge, og han opkaldte kolonien efter giverens hustru. Koloniens første hovedstad St. Mary's City blev grundlagt i 1634 af Calverts bror Leonard Calvert (1606-47).
Maryland var speciel i forhold til de andre britiske kolonier i Amerika, fordi den blev grundlagt af katolikker. Som The Province of Maryland var det en engelsk koloni fra grundlæggelsen i 1632 frem til 1776, da den tilsluttede sig de øvrige 12 kolonier i oprøret mod Storbritannien i den amerikanske revolution. Den 2. februar 1781 blev Maryland den 13. delstat der godkendte konføderationsartiklerne (en.:Articles of Confederation), der som USA's første grundlov var gældende til 1789, da den nye grundlov trådte i kraft. Efter ratificeringen af denne nye grundlov i 1788, blev Maryland 28. april samme år den 7. delstat i det nye USA.
Slaveri var tilladt, og delstaten lå syd for Mason-Dixon-linjen, men deltog ikke på Sydstaternes side under den amerikanske borgerkrig.

## Geografi
Chesapeake Bay deler næsten delstatens østligste del (kaldet Eastern Shore of Maryland (dansk, Østkysten)) fra den vestlige del. Den østlige del ligger på Delmarva-halvøen (fra Delaware, Maryland og Virginia), som også omfatter hele delstaten Delaware og en østlig del af delstaten Virginia. Området mellem øst og vest omfatter det højtliggende men flade plateauområde Piedmont, opkaldt efter Piemonte i Italien. Helt mod nordvest og nord og øst for delstaten West Virginia og syd for delstaten Pennsylvania ligger de tre counties Garrett County (oprettet i 1872 som det sidste i delstaten) vestligst i delstaten med delstatens højeste punkt, 1.024 moh, i Allegheny-bjergene og øst derfor Allegany County og dernæst Washington County. Disse tre counties i den vestligste del af delstaten ligger i den store bjergkæde, som overordnet hedder Appalacherne. De går under betegnelsen Western Maryland eller Maryland Panhandle, da denne smalle fremskudte strimmel af land ligner silhuetten af et håndtag på en stegepande. Den smalleste del af landstrimlen, 2,9 km, ligger i Washington County. Oklahoma har tilsvarende Oklahoma Panhandle.

## Demografi
I Maryland er (2020) 50,0% hvide (ikke-hispanics), 31,1% sorte, 6,7% asiater.